# Filep Tibor
Filep Tibor Dénes (Mezőkeresztes, 1935. december 28.–) újságíró, történész, sakkmester, középiskolai tanár, a Debrecen Televíziónak több mint 30 dokumentumfilmet rendezett. Kutatási területei az 1848–49-es forradalom és szabadságharc, (foglalkozott Görgei Artúr honvédtábornok szerepével), valamint az 1956-os forradalom debreceni eseményei, illetve a Kádár-rendszer besúgóhálózata, és a politikai rendőrség működése 1957 és 1989 között. A Hajdú-Bihari Napló főmunkatársa és a néhány évig megjelenő debreceni folyóirat, a Körkép főszerkesztője volt. A sakkozással – amivel édesapja ismertette meg – évtizedeken át magas szinten foglalkozott, a város és a megye sakkéletének meghatározó alakja volt, hiszen olyan világklasszis játékosokat is legyőzött, mint Portisch Lajos, Szabó László vagy Barcza Gedeon. Számos nemzetközi verseny díjazottja, kétszer válogatott játékos is volt. 2019-ben a Magyar Arany Érdemkereszt polgári tagozatának kitüntetettje.

## Élete

### Származása
Mezőkeresztesen született, 1935. december 28-án dr. Filep Gusztáv (1892-1960) alsó-borsodi református esperes, és Jeney Borbála (1909-1997) harmadik gyermekeként. Édesapja egy szamosszegi parasztcsalád sarja volt, akit a család, tehetsége miatt és tanítója javaslatára iskolapadba ültetett. Az elemi után két évig volt a Beregszászi Gimnázium tanulója, onnan került 14 éves korában a Debreceni Református Kollégiumba. 1918–1921 között Hollandiai útra nyert tanulmányi ösztöndíjat. Ebben az időszakban három nemzetközi sakkversenyt is nyert, és a húszas években a legjobb tíz magyar sakkozó között is számon tartották. Itt elkészítette doktori disszertációját, amit azonban már Debrecenben védett meg. 1917 és 1935 tíz helyen volt segédlelkész. Ezek között volt Mátészalka is, ahol hivatali ideje alatt fedezte fel az akkor még gyermek Képes Géza tehetségét. Ő tanította aztán latinra, hogy felkészítse a Sárospataki Kollégium felvételi vizsgájára (négy hét alatt tanította meg neki négy év latin anyagát). A költő később meg is emlékezett Filep Gusztávról Mátészalka-Sárospatak című versében.

### Korai évei és munkássága
Apja 1935. június 1-jén lett a mezőkeresztesi egyházközség lelkésze. Itt született meg két idősebb fia, István (1931-2008) és Zoltán (1933-2002) után Tibor. Gyermekéveit szülőfalujában töltötte. Fivéreivel édesapja soknyelvű (Filep Gusztáv hét nyelven beszélt folyékonyan) könyvtárában szívhatták magukba a tudást és a kultúrát, s a lelkész édesapa szellemisége mindennapjaikat is áthatotta. Amikor a front 1944-ben elérte Magyarországot a család Parádra menekült a szovjet csapatok bevonulása elől. A történész édesapja volt aztán az első értelmiségi, aki visszatért a faluba, és igyekezett ott újraindítani a mindennapi életet. 1945 és 1947 között a családnak nem volt módja taníttatni a gyermekeket, ezért magántanulók voltak otthon, Mezőkeresztesen.
1949-től Debrecenben folytatta tanulmányait, ahogy egykor édesapja és két bátyja is. Itt kezdett élénken érdeklődni a történelem iránt. Másodikos gimnazista korában találkozott Görgei Artúr 1848-as honvédtábornok életével és tevékenységével. Érthetetlennek találta az akkori általános álláspontot a tábornok árulóként való megbélyegzésével kapcsolatban, ezért kutatni kezdte a Görgei-kérdést. Ekkor döntött úgy, hogy a gimnáziumot követően történelemmel szeretne foglalkozni, és egy esszé gondolata is érlelődött benne, amellyel a tábornok személyének rehabilitációját tűzte volna ki célul. Tanulmányai mellett gyerekkora óta aktívan foglalkozott sakkozással, már kollégista korában a város első sakkozójaként emlegették, később a sakkcsapat edzője is volt, tanítványai is eredményesen szerepeltek a megmérettetéseken. A Kollégiumban 1954-ben tett érettségit. Harmadéves egyetemi hallgató volt a Debreceni Egyetemen, amikor a várost elérte az 1956-os forradalom szele. Részt vett az októberi forradalmi eseményekben is. Az '56-os Nemzetőrség tagjaként jelen volt Debrecenben a Benczúr Gyula utcai diákszálló (ami a debreceni forradalmi események egyik bázisa volt) fegyverletételénél. 1959-ben magyar-történelem szakos tanári diplomát szerzett. 1960-ban a debreceni Bethlen Gábor Közgazdasági és Postaforgalmi Szakközépiskolában kapott állást mint tanár, és mint az intézmény könyvtárosa. Az iskolában színjátszócsoportot vezetett, rádiófelvétel is készült velük. Aktív tanárként így jelentősen hozzájárult az iskola irodalmi tevékenységéhez, tanítványai is kedvelték.
Pedagóguspályájának második szakaszában már többször jelentkezett sport- és történelmi témájú publikációkkal a Hajdú-Bihari Naplónál. Végül is 1974-ben döntött úgy, hogy a tanári pályát elhagyva az újság sportrovatánál folytatja tevékenységét. A szakmát a következő 6-7 év alatt sajátította el, újságírói tevékenysége tulajdonképpen a '80-as években bontakozott ki a Naplónál. Ekkor már a kulturális rovatnál dolgozott, amelynek később a vezetője lett, majd a Napló főmunkatársa. Ebben az időszakban dolgozott együtt Bényei Józseffel és Boda Istvánnal is. Újságírói pályájában a fordulatot Pozsgay Imre 1989-es rádióbeszéde hozta, amelyben az 1956-os forradalmat népfelkelésnek nevezte. Áprilisban már Nagy Imréről írt cikket, s az újratemetés előtti héten kommentárt írt az eseményhez, a temetésről pedig „A hatodik koporsó” címmel írt jegyzetet a lapba (ez utóbbit a legjobb írásai között tartja számon a mai napig). A rendszerváltást követően azonban 1990 környékén az új főszerkesztő cenzúrázni kezdte az újságíró cikkeit, aki akkoriban már mint főmunkatárs dolgozott a Naplónál. Aztán váratlanul – vélhetően politikai megfontolásokból – 1992-ben elbocsátották.
Ám ezzel újságírói pályafutása nem ért véget, hiszen számos új heti- és napilap létrehozásánál segédkezett; volt, hogy főszerkesztőként maradt jelen. Ilyenek voltak a Hajdú-Bihari Nap, a Körkép és a Hó-Nap. Publicisztikája mellett kutatásait is folytatta – az 1956-os forradalom és szabadságharc országosan is elismert szaktekintélye lett. 1990 októberére megjelent első könyve (A debreceni forradalom, 1956. október – Tizenkét nap krónikája), ami tulajdonképpen először próbálta meg összefoglalni Debrecen és Hajdú-Bihar megye forradalmi eseményeit; egyfajta visszaemlékezés-gyűjtemény és kronológia, a szerző szavaival élve. A következő tíz évben feltárta a helyi levéltári anyagokat, 2000-ben jelentetett meg egy kétszáz oldalas monográfiát a debreceni történésekről.
Közben tudományos konferenciákon kezdett előadásokat tartani (például Szegeden, Budapesten, Beregszászban, Miskolcon), és folyamatosan publikált. Fontos munkája ebből a periódusból az Eörsi Lászlóval közösen írt könyve Iván Kovács Lászlóról, a Corvin köz mártírjáról: „Jogot akartam mindenkinek” (1956-os Intézet, 2001). Mindezek mellett megpróbálta élővé tenni az emlékezést a forradalomra – Debrecen szinte valamennyi '56-os emléktáblájának elhelyezése az ő nevéhez fűződik.
A DVSC és a debreceni labdarúgás történetéről is jelentek meg könyvei, cikkei. A Debrecen Televízió számára a 2000-es évek elején kezdett dokumentumfilmeket írni és rendezni az 1848-49-es és az 1956-os forradalom és szabadságharcról amelyek mind tudományos kutatásain alapulnak. Egy másik dokumentumfilm-sorozata Debrecen díszpolgárainak portrégyűjteménye. Rendezett filmet továbbá Csokonai Vitéz Mihályról, és Könyves Tóth Mihályról is.
2011–12-ben kétkötetes monográfiája jelent meg A politikai rendőrség Hajdú-Biharban 1957-1989 címmel, amelyben a Kádár-rendszer besúgóhálózata operatív iratanyagának megyei szintű feltárására tett kísérletet. Ez az írása a maga nemében példaértékű, hiszen ilyen részletességgel még senki sem próbálkozott megfejteni a politikai rendőrség mechanizmusát. 2016 márciusában jelent meg új könyve A történelmünk velünk él címmel, melynek anyagát új tanulmányaiból, folyóiratokban már megjelent dolgozataiból, és az 1995–2004 között a debreceni lapokban megjelent írásaiból válogatta a történész. Hét tanulmány közvetve vagy közvetlenül Debrecenhez kapcsolódik, illetve olyan eseményekkel foglalkozik, amelyekről ma kevés szó esik, vagy hallgatás övezi azokat. "Az Úrnak a te Istenednek nevét hiába föl ne vedd" (Péter János püspöksége), A kazincbarcikai internálótábor, Az egyetemi ifjúság szerepe az 1956-os forradalmi eseményekben, A politikai belső elhárítás Hajdú-Biharban a rendszerváltozás éveiben, valamint az MDF 1988 telén és '89 tavaszán a Jurta Színházban tartott fórumairól készült munkái képzik sarokköveit a kötetnek.
2017-ben új könyve jelent meg Március leheletű október címmel, melyben az 1956-os forradalom és szabadságharc debreceni eseményeinek előzményeivel foglalkozik, illetve azokkal a körülményekkel, amelyek a forradalom kitöréséig vezettek a városban és a megyében.
2018. október 23-án a Politikai Foglyok Szövetsége a Hazáért Érdemkereszttel tüntette ki "annak a hazafias és áldozatos munkájának elismeréséül, melyet a Magyar Haza érdekében végzett fáradhatatlan aktivitással."

2019 februárjában jelent meg sakk-pályafutásáról szóló kiadványa, melynek címe A sakkjátszmáim velem élnek. "A pedagógus, a történész és az újságíró új könyvében most a sakkmester szólal meg. Két emberöltőnyi távolságból tekint vissza sakkpályafutására, amely egész életén át végigkísérte és sok ideig életének legfontosabb része volt. Filep Tibor – Debrecen városának sakkmestere. Debrecenben először Barcza Gedeon szerzett először sakkmesteri címet 1936-ban. Kettőjük életében – a sakkmesteri cím megszerzéséig – sok hasonlóság van, és ha párhuzamos életútjukat áttekintjük, jobban láthatóvá válik, miért Filep Tibor lett mégis Debrecen sakkmestere. [...] Mindig is azon voltam, és arra vártam, hogy ezt a munkát Debrecen legerősebb sakkjátékosa írja meg. Debrecen sakkmesterének története, pályafutása ugyanis elválaszthatatlan része Debrecen város sakktörténetének. Így született meg ez a könyv..." – írja Szilágyi Sándor sakkozó, sakktörténész a könyv bevezetőjében.
2019. március 15-én az 1956-os forradalom és szabadságharc eseményeit hitelesen bemutató könyvei és filmjei elismeréseként a köztársasági elnök a Magyar Arany Érdemkereszt kitüntetés Polgári Tagozatát adományozta neki.
Életéről 2010-ben Varjasi Imre rendezésével és Gellén Lajos közreműködésével portréfilm készült A történelem sakktábláján címmel. Jelenleg Debrecenben él.

## Családja
Felesége 1962 óta Tenyei Vera. Egy lányuk van, Anikó (1963), és két unokájuk.
Unokaöccse Filep Tamás Gusztáv (1961) irodalomtörténész.
Sógora volt Flesch János (1933-1983) magyar sakk nagymester.

## Könyvei
1. Hajnalban megszólaltak a dobok (Írások 1848-49-ről), (Debrecen, 1988)
2. A football tértől a nemzeti bajnokságig (A DVSC és a Bocskay labdarúgó csapatának története), (Debrecen, 1989)
3. A Debreceni Baromfifeldolgozó Vállalat története (Üzemtörténeti monográfia), (Debrecen, 1988)
4. A debreceni forradalom – 1956. október, 12 nap krónikája, (Debrecen, 1990, Piremon)
5. Az 1956-os forradalom dokumentumai Hajdú-Biharban (Szerkesztés és bevezető tanulmány, dokumentumok válogatása) (Debrecen, 1993, Az 1956-os forradalom Hajdú-Bihar Megyei Kutatócsoportja)
6. A vasútért mindhalálig (Záhony 1956-os állomásfőnökének, Szűcs Sándornak az élettörténete) (Debrecen, 1994)
7. A történelem sakktábláján (Válogatott írások történelmi témájú újságcikkel, nagyinterjúk) (Debrecen, 1996)
8. Magyar '56 I. – Forradalom és szabadságharc Magyarországon, hatások a Kárpát-medencében.
9. Magyar '56 II. – Megtorlás, ellenállás Magyarországon, a Kárpát medencében és Nyugaton. (A vidéki eseményekről szóló fejezetek, Az elárult forradalom című tanulmány és a dokumentumok válogatása Filep Tibor munkája) (Budapest, 1996, Magyarok Világszövetsége 1956-os Bizottsága)
10. Debrecen 1956. Forradalom, nemzeti ellenállás, megtorlás (Monográfia) (Debrecen, 1996, Csokonai Kiadó)
11. Csak a Loki! (A százéves DVSC legújabb kori története) (Debrecen, 2002, DVSC Futballszervező Rt.)
12. „Nem mondhattam el senkinek” – Vallomás 1956-ról (Zeke László a debreceni munkástanács elnökének visszaemlékezése.) (Bevezető tanulmányt írta és szerkesztette: Filep Tibor, Debrecen, 2005, Őrváros Debrecen Közalapítvány)
13. Forradalom a debreceni egyetemeken 1956 (2006, Debrecen, Kossuth Egyetemi Kiadó)
14. Eörsi László-Filep Tibor „Jogot akartam mindenkinek” (Iván Kovács László emlékkönyv), (Debrecen, 2007, Gold Book)
15. A Politikai Rendőrség Hajdú-Biharban 1957-89 III/III (Debrecen, 2011, szerzői kiadás)
16. A Politikai Rendőrség Hajdú-Biharban 1957-89 II., (Debrecen, 2012, szerzői kiadás)
17. A történelmünk velünk él (Debrecen, 2016, szerzői kiadás)
18. Március leheletű október – Az 1956-os forradalom Debrecenben (Debrecen, 2017, szerzői kiadás)
19. "Ama nemes harcot megharcoltam" – Kiss Gyula kisvárdai lelkész emlékezete 1906-2003 (Debrecen, 2018)
20. A sakkjátszmáim velem élnek (Debrecen, 2019, szerzői kiadás)

## Filmjei
Történelmi témájú filmek 1848/49-ről illetve 1956-ról, Bocskai Istvánról
1. A vasútért mindhalálig (A záhonyi 56-os állomásfőnök élettörténete) 1995
2. A cívisforradalmár Szilágyi József, 1996
3. A forradalom katonái (Az 1956-os debreceni eseményekben meghatározó szerepet játszott katonákról), 1997
4. „Az a nap a miénk volt” (1956. október 23-a debreceni története), 2000
5. Diákok a vádlottak padján (Az 1957 szeptemberében elítélt debreceni fiatalokról), 2000
6. „Mindig új élet lesz a vérből” – Iván Kovács László, 2003
7. „Nem akartam fejet hajtani” (Munkástanácsok, nemzeti ellenállás Debrecenben), 2005
8. „Mi történt akkor hajnalban?” Debrecen, 1956. november 4., 2005
9. „Fegyverletétel” (1956. november 4. A parlamenti őrség egyik tisztjének visszaemlékezései), Hajdúböszörményi Városi TV
10. A szabadságharc fővárosa (Debrecen 1849. január-május), 1999
11. „Ama nemes harcot megharcoltam” (Könyves Tóth Mihály Kossuth papjának élettörténete), 2001
12. Kossuth őrvárosa (Debrecen, Kossuth hagyományok), 2002
13. „A hitért és a szabadságért” – Három részből álló sorozat Bocskai Istvánról, 2005

Iskolateremtő professzorok
(Négy részből álló sorozat a Debreceni Egyetem legismertebb, iskolateremtő professzorairól)
1. „Mindennapi kenyerünkért” (Bócz Ernő), 2003
2. „A kutatás maga a csoda” (Lipták András), 2003
3. „Kutatás és hivatás” (Muszbek László), 2003
4. „Nőttön nő tiszta fénye” (Barta János), 2003

Debreceni irodalmi élet
1. Debrecen poétája (Csokonai Vitéz Mihály), 2004
2. Debrecen és a Nyugat (Három részből álló sorozat), 2008

Debrecen díszpolgárai
1. Debrecen díszpolgára: Balogh István – „Két tudomány vonzásában”, 2004
2. Debrecen díszpolgára: Bényi Árpád – „Színekbe álmodott világ”, 2005
3. Debrecen díszpolgára: Kiss Tamás – „ A Főnix szárnya alatt”, 2005
4. Debrecen díszpolgára: Tamás Attila – „Irodalom és emberi teljesség”, 2005
5. Debrecen díszpolgára: Sass László – „Bronzba öntött álmok”, 2006
6. Debrecen díszpolgára: Szabó Magda – „Holtig haza”, 2006
7. Debrecen díszpolgára: Vásáry Tamás – Zongora és karmesteri pálca, 2007
8. Debrecen díszpolgára: Tréfás György, 2007
9. Debrecen díszpolgára Irodalmi és nemzeti Önismeret – Görömbei András, 2008
10. Debrecen Díszpolgára: Kutatás világszínvonalon – Berényi Dénes, 2008
11. Debrecen Díszpolgára: A mondat becsülete – Abádi Nagy Zoltán
12. A muzeológia polihisztora – Dankó Imre (megj. Dankó Imre nem Debrecen díszpolgára, de kiváló muzeológus volt)